# Куракин, Иван Борисович
Князь Иван Борисович Куракин (1761—1827) — гвардейский полковник из рода Куракиных, брат князей Александра, Алексея и Степана Куракиных.

## Биография
Родился 26 октября (6 ноября) 1761 года. Сын князя Бориса Александровича Куракина и его жены Елены Степановны, дочери фельдмаршала С. Ф. Апраксина. Воспитывался в Императорском сухопутном шляхетном кадетском корпусе в Петербурге.
С юношества отличался плохим поведением, поэтому в противоположность своим братьям не смог сделать успешной карьеры. Службу начал в 1774 году в Конном лейб-гвардии полку. Затем был зачислен в лейб-гвардии Измайловский полк, где числился сержантом и поручиком. Был переведен подполковником в Изюмский гусарский полк, откуда вышел в отставку в чине полковника.
По словам историка Н. Г. Устрялова, отец которого служил у князя управляющим, Куракин известен был необычайной тучностью, нрав имел своенравный и строптивый. Он постоянно жил в Москве и Петербурге и редко появлялся в своих поместьях. Впоследствии он ездил с женой за границу, где подолгу жил в Ницце и Париже.
Скончался в Москве 12 (24) апреля 1827 года и был похоронен в Новоспасском монастыре, под Покровским собором.
Жена (с 10 сентября 1788 года) — Екатерина Андреевна Бутурлина (1766—11.03.1824), единственная дочь Андрея Сергеевича Бутурлина. Умерла от водянки, похоронена в усыпальнице Благовещенской церкви Александро-Невской лавры. Брак был бездетным.